# استفانو بوتا
استفانو بوتا (انگلیسی: Stefano Botta؛ زادهٔ ۳ نوامبر ۱۹۸۶) بازیکن فوتبال اهل ایتالیا است.
از باشگاه‌هایی که در آن بازی کرده‌است می‌توان به باشگاه فوتبال رجینا، باشگاه فوتبال ویرتوس انتلا، باشگاه فوتبال چزنا، باشگاه فوتبال لوگانو، باشگاه فوتبال جنوآ، باشگاه فوتبال ویچنزا، و باشگاه فوتبال ترنانا اشاره کرد.